# پیترو آنیگونی
پیترو آنیگونی (انگلیسی: Pietro Annigoni؛ ۷ ژوئن ۱۹۱۰ – ۲۸ اکتبر ۱۹۸۸) نقاش اهل میلان ایتالیا بود. علت شهرت آنیگونی، پرتره ای است که از الیزابت دوم کشیده‌است. در دورانی که نقاشی سبک مدرن فراگیر شده بود آنیگونی همچنان به شیوهٔ سنتی نقاشی می‌کرد. آنیگونی نقاش فرسکو و پرتره بود. دورهٔ رنسانس ایتالیا بر آنیگونی تأثیر بسیاری گذاشته بود. او از دههٔ ۱۹۲۰ در فلورانس زندگی کرد.

## خانواده
آنیگونی در ۱۹۳۷ با آنا گیوسپا ماجینی ازدواج کرد و تا زمان مرگش در ۱۹۶۹ با او بود، آنها دو فرزند داشتند. پس از آنا با یکی از مدل‌های مورد علاقهٔ نقاشی‌هایش ازدواج کرد.
در سال ۱۹۶۲ (۵ ژانویه) مجلهٔ تایم، آنیگونی را انتخاب کرد تا پرترهٔ جان اف. کندی را به عنوان شخص سال برای روی جلد طراحی کند. این پرتره بدترین پرتره ای بود که او کشیده بود چون اصلاً نه زمان داشت و نه تمایلی برای راضی نگه داشتن مجلهٔ تایم. دفعات دیگر که آنیگونی طرح روی جلد تایم را کشیده بود عبارت بودند از: ۵ اکتبر ۱۹۶۲ از پاپ جان ۲۳ ام، یک نوامبر ۱۹۶۳ از لودویگ ارهارد، ۱۲ آوریل ۱۹۶۸ از لیندون بی. جانسون و ۳۰ آوریل ۱۹۶۵ از هارولد ویلسون نخست‌وزیر بریتانیا.
دیگر افراد شناخته شده‌ای که آنیگونی پرترهٔ آنها را کشید عبارتند از: محمدرضا پهلوی، شاهزاده فیلیپ، دوک ادینبرو و چند تن دیگر از خاندان ویندسور، طراح کفش نامی سالواتوره فراگامو، رقاص نامی، مارگوت فونتین، جولی اندروزِ بازیگر، ستارهٔ باله رودلف نوریف، مهاراجهٔ جایپور و چند تن دیگر.
او فرسکوهایی هم برای بیرون و درون کلیساهای فلورانس کشیده بود.